# Natação artística no Campeonato Europeu de Esportes Aquáticos de 2018 - Rotina técnica solo
A prova da rotina técnica solo da natação artística no Campeonato Europeu de Esportes Aquáticos de 2018 ocorreu no dia 6 de agosto no Scotstoun Stadium, em Glasgow no Reino Unido. 

## Calendário
| Fase  | Data        | Hora  |
| ----- | ----------- | ----- |
| Final | 6 de agosto | 09:00 |

Todos os horários estão no horário local (UTC+0)

## Medalhistas
| Ouro                         | Prata                   | Bronze              |
| Svetlana Kolesnichenko (RUS) | Yelyzaveta Yakhno (UKR) | Linda Cerruti (ITA) |

## Resultados
Esses foram os resultados da competição. 
| Pos.              | Nadadora               | Nacionalidade |         |
| Pos.              | Nadadora               | Nacionalidade | Pontos  |
| ----------------- | ---------------------- | ------------- | ------- |
| Medalha de ouro   | Svetlana Kolesnichenko | Rússia        | 93.4816 |
| Medalha de prata  | Yelyzaveta Yakhno      | Ucrânia       | 91.3517 |
| Medalha de bronze | Linda Cerruti          | Itália        | 90.2282 |
| 4                 | Evangelia Platanioti   | Grécia        | 87.5937 |
| 5                 | Irene Jimeno Martínez  | Espanha       | 87.5562 |
| 6                 | Vasiliki Alexandri     | Áustria       | 85.6352 |
| 7                 | Vasilina Khandoshka    | Bielorrússia  | 84.9228 |
| 8                 | Kate Shortman          | Reino Unido   | 82.7030 |
| 9                 | Lara Mechnig           | Liechtenstein | 81.1587 |
| 10                | Marlene Bojer          | Alemanha      | 79.9606 |
| 11                | Vivienne Koch          | Suíça         | 79.9221 |
| 12                | Maureen Jenkins        | França        | 79.5804 |
| 13                | Nada Daabousová        | Eslováquia    | 79.1827 |
| 14                | Szofi Kiss             | Hungria       | 76.4918 |
| 15                | Alžběta Dufková        | Chéquia       | 74.5067 |
| 16                | Swietłana Szczepańska  | Polónia       | 72.7499 |
| 17                | Hristina Damyanova     | Bulgária      | 72.0210 |